# Mary-Anne Cotterill
Mary-Anne Cotterill (Maidstone, 16 de octubre de 1945) es una deportista británica que compitió en natación, especialista en el estilo combinado. Ganó dos medallas de bronce en el Campeonato Europeo de Natación, en los años 1962 y 1966.

## Palmarés internacional
| Campeonato Europeo | Campeonato Europeo     | Campeonato Europeo | Campeonato Europeo |
| Año                | Lugar                  | Medalla            | Prueba             |
| ------------------ | ---------------------- | ------------------ | ------------------ |
| 1962               | Leipzig (RDA)          | Medalla de bronce  | 4 × 100 m estilos  |
| 1966               | Utrecht (Países Bajos) | Medalla de bronce  | 4 × 100 m estilos  |